# Chemische Sensibilisierung
Als chemische Sensibilisierung bezeichnet man in der Analogfotografie die Erhöhung der Lichtempfindlichkeit der Trockenplatte durch Charles Bennet im Jahr 1878.
Im Gegensatz zur optischen Sensibilisierung (Hermann Wilhelm Vogel, 1873) sowie der orthochromatischen und der panchromatischen Sensibilisierung bezieht sich die chemische Sensibilisierung also nicht auf die Farbumsetzung bzw. Farbwiedergabe.